# Bohdaniwka (rejon boryspolski)
Bohdaniwka (ukr. Богданівка) – wieś na Ukrainie, w obwodzie kijowskim, w rejonie boryspolskim, w hromadzie Jahotyn. W 2001 liczyła 782 mieszkańców.